# Cymbidium nanulum
Cymbidium nanulum är en orkidéart som beskrevs av Ying Siang Wu och Sing Chi Chen. Cymbidium nanulum ingår i släktet Cymbidium, och familjen orkidéer. IUCN kategoriserar arten globalt som starkt hotad. Inga underarter finns listade i Catalogue of Life.